# フランチェスコ・モリナーリ＝プラデッリ
フランチェスコ・モリナーリ＝プラデッリ（イタリア語: Francesco Molinari-Pradelli, 1911年7月4日 - 1996年8月7日）はイタリアの指揮者。イタリア・オペラの第一人者として活躍した。

## 経歴
1911年、ボローニャ生まれ。地元のマルティーニ音楽院でチェーザレ・ノルディオの作曲クラスに籍を置き、ボローニャ美術学校でロベルト・ロンギ、フランチェスコ・アルカンジェリ、カルロ・ヴォルペの各氏に美術史を学んだ。その後サンタ・チェチーリア国立アカデミアに行き、ベルナルディーノ・モリナーリの下で指揮法を学ぶ傍らで美術を独学した。
1937年にトリエステで指揮者としてデビュー。翌1938年にボローニャのコルソ劇場でガエターノ・ドニゼッティの《愛の妙薬》を指揮してオペラ指揮者としても活動するようになった。1946年にはアルトゥーロ・トスカニーニの要請でミラノのスカラ座に登場し、ジャコモ・プッチーニの《トスカ》を指揮してオペラ指揮者としての名声を確立した。1956年にはコヴェントガーデン王立歌劇場に客演し、レナータ・テバルディを起用してプッチーニの《トスカ》等を上演して成功を収めた。1957年にはサンフランシスコ歌劇場に客演してアメリカ・デビューを果たし、1959年にはウィーン国立歌劇場でも指揮を執った。1966年から1973年までニューヨークのメトロポリタン歌劇場に登場している。1983年にカターニアでプッチーニの《つばめ》を指揮して以降は、指揮活動から遠ざかった。
国際的な指揮活動の傍らで、美術コレクター及びディーラーとしても活動し、1985年には故郷のボローニャで自らの絵画コレクションを用いて展覧会を催した。
1996年、ボローニャ近郊マラーノ・ディ・カステナーゾにて没した。

## 註
1. ↑  “Francesco Molinari Pradelli. The genius of the tradition.”. 2015年12月17日時点のオリジナルよりアーカイブ。2015年12月17日閲覧。
2. ↑  “ADDIO AL MAESTRO MOLINARI PRADELLI”. 2015年12月17日時点のオリジナルよりアーカイブ。2015年12月17日閲覧。
3. ↑  『レオンカヴァッロ：歌劇《道化師》全曲（２種）』デル・モナコ他、<2015年>、デッカ PROC-1904/5の解説。

| スタブアイコン | サブスタブ | この項目は、まだ閲覧者の調べものの参照としては役立たない、人物に関連した書きかけの項目です。この項目を加筆・訂正などしてくださる協力者を求めています（P:人物伝/PJ:人物伝）。 |